# أغستاوستلاند إيه دبليو 169
أغستاوستلاند إيه دبليو 169 (بالإنجليزية: AgustaWestland AW169) هي مروحية ذات محركين، وبسعة 10 مقاعد، حاليا قيد التطوير من قبل شركة أغستاوستلاند. كان أول طيران لها في 10 مايو 2012.